# Arlindo Vicente
Arlindo Augusto Pires Vicente (* 5. März 1906 in Troviscal; † 24. November 1977 in Lissabon) war ein portugiesischer Anwalt und Maler.

## Werdegang
Vicente schloss sein Studium der Rechtswissenschaft 1932 ab. 1958 erklärte er seine Kandidatur um das Amt des Präsidenten der Republik. Sie stellt einen markanten Punkt im Kampf gegen die Diktatur Salazars dar. Wenig später zog er seine Pläne zugunsten von Humberto Delgado zurück. Im Ruhestand widmete er sich der darstellenden Kunst.
Die Stadt Lissabon benannte 1992 eine Straße nach ihm.